# Cheongun-dong
Cheongun-dong là một dong, phường của Jongno-gu ở Seoul, Hàn Quốc.

## Điểm thu hút
- Gyeongbokgung
- Cheongwadae

## Liên kết
- Trang chính thức Jongno-gu bằng tiếng Anh
- (tiếng Hàn) Trang chính thức Jongno-gu
- (tiếng Hàn) Biểu tượng của Jongno-gu bởi dong hành chính Lưu trữ ngày 23 tháng 2 năm 2004 tại archive.today
- (tiếng Hàn) Thông tin văn phòng dân cư và bản đồ của Jongno-gu Lưu trữ ngày 10 tháng 2 năm 2004 tại Wayback Machine
- (tiếng Hàn) Văn phòng dân cư Cheongun-dong Lưu trữ ngày 11 tháng 3 năm 2004 tại archive.today
- (tiếng Hàn) Nguồn gốc tên của Cheongun-dong[liên kết hỏng]